# Reliktovoe
Reliktovoe är en sjö i Antarktis. Den ligger i Östantarktis. Australien gör anspråk på området. Reliktovoe ligger 141 meter över havet.